# Eduard Friedrich Leybold
Pour les articles homonymes, voir Leybold.
Eduard Friedrich Leybold est un peintre autrichien né le 4 juin 1798 à Stuttgart et mort le 24 décembre 1879 à Vienne. 

## Biographie
Eduard Friedrich Leybold est le fils de Johann Friedrich Leybold, miniaturiste et professeur à la Hohen Karlsschule de Stuttgart. La famille déménage à Vienne à l'été 1798. 
À partir de 1861, il est également membre de la Künstlerhaus de Vienne. L'un de ses petits-enfants est le sculpteur Theodor Franz Maria Khuen. 
C'est en suivant les traces de ses frères Karl Jacob Theodor et Rudolf Moritz Leybold que Eduard Friedrich se décide à devenir peintre. Il étudie à l'Académie des Beaux-Arts de Vienne et participe dès 1822 aux expositions de l'université. Leybold devient membre de la Künstlerhaus de Vienne en 1861. Le sculpteur Theodor Franz Maria Khuen est l'un de ses neveux.

## Carrière artistique
Eduard Friedrich Leybold s'est spécialisé dans les portraits. En plus des peintures à l'huile et des aquarelles, il peint également des miniatures, souvent sur ivoire, et des lithographies. 

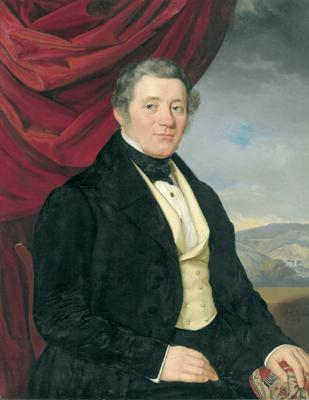
Portrait d'un élégant gentleman avec la campagne en arrière-plan (Eleganter Herr vor Landschaftshintergrund)
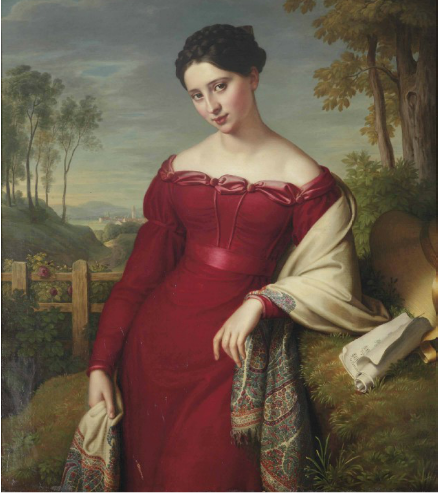
Portrait d'une jeune femme (Porträt einer jungen Dame)
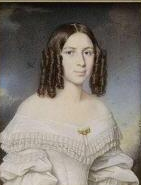
Portrait d'une dame (Damenporträt)
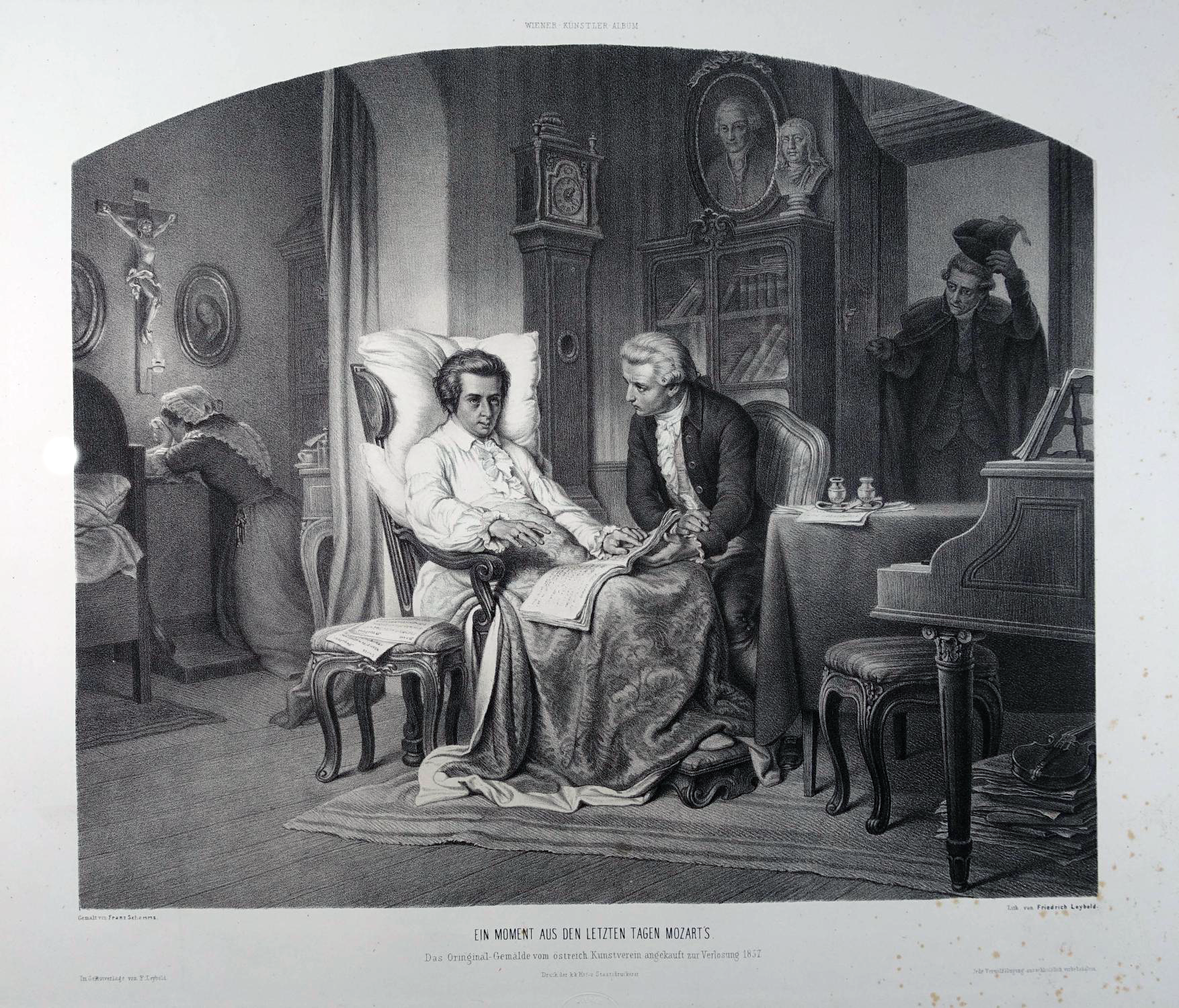
Un moment des derniers jours de Mozart (Ein Moment aus den letzten Tagen Mozarts)